# Ken Berry
Kenneth Ronald "Ken" Berry (Moline, Illinois, 3 de noviembre de 1933-Burbank, California, 1 de diciembre de 2018) fue un actor, bailarín y cantante estadounidense. Berry protagonizó las series de televisión F Troop , The Andy Griffith Show , Mayberry RFD y Mama's Family . También apareció en Broadway en The Billy Barnes Revue , encabezado como George M. Cohan en el musical George M! y proporcionó un toque humorístico  para el drama médico Dr. Kildare con Richard Chamberlain en la década de 1960.